# Abdelkader Fahli
Abdelkader Fahli (en arabe : عبد القادر الفحلي) est un judoka algérien.

## Carrière
Aux Championnats d'Afrique de judo 1983 à Dakar, Abdelkader Fahli remporte la médaille de bronze dans la catégorie des moins de 71 kg.